# Ángel Uribe
Ángel Uribe (Ancón, 25 de noviembre de 1938-Ancón, 17 de octubre de 2008) fue un futbolista peruano. Realizó toda su carrera deportiva en el Club Universitario de Deportes siendo el segundo máximo ganador de títulos nacionales de la historia con siete campeonatos, así como también el segundo máximo anotador de goles. Jugó por la selección de fútbol del Perú en los Juegos Olímpicos de Roma 1960. Se desempeñaba en la posición de delantero. Es considerado como el segundo ídolo más grande del club, después de Lolo Fernández.

## Trayectoria
Nació en el distrito de Ancón el 25 de noviembre de 1938. Desde muy niño demostró sus dotes deportivas jugando en su barrio por el Huracán de Ancón. Allí conoció a Hilda Panchano, voleibolista del mismo club, con quien se casó en 1961.
Por pedido del entrenador Arturo Fernández y por intermedio de Manuel Márquez llegó a Universitario de Deportes en 1957. Debutó como profesional en 1959 en un encuentro internacional ante el Vasco da Gama. Empezó jugando de interior, pero, como Alberto Terry jugaba también en ese puesto, se ubicó como puntero izquierdo. Posteriormente volvió al puesto de diez, teniendo como compañero de ala zurda a Enrique Rodríguez y formando dúo en la delantera con Enrique Casaretto. 
Defendió la camiseta merengue en 15 temporadas consecutivas, en las que obtuvo 7 títulos nacionales (incluidos 2 bicampeonatos), 3 subcampeonatos, máximo goleador en 1964 con 16 goles, y subcampeón de la Copa Libertadores 1972.
Disputó su último encuentro como profesional en la última jornada del Campeonato Descentralizado 1973 en un encuentro ante el Deportivo Municipal, que finalizó con marcador de 2-1 a favor de los cremas.
En 1975, reemplazó al uruguayo Juan Eduardo Hohberg como entrenador de Universitario de Deportes, para luego trabajar con las divisiones menores del club.
Falleció en la madrugada del 17 de octubre de 2008, en su casa de Ancón, víctima de un cáncer generalizado.

## Selección nacional
Fue internacional con la selección de fútbol del Perú en veinte ocasiones y marcó dos goles. Debutó el 10 de julio de 1960 en un encuentro amistoso ante la selección de España, participó en las eliminatorias para los mundiales de 1962 y 1966, así como también en los Juegos Olímpicos de Roma 1960. Su último encuentro con la selección lo disputó el 30 de julio de 1967 en un encuentro amistoso ante Japón.

### Participaciones en Juegos Olímpicos
| Juegos Olímpicos              | Sede   | Resultado    |
| ----------------------------- | ------ | ------------ |
| Juegos Olímpicos de Roma 1960 | Italia | Primera fase |

## Estadísticas
| Equipo            | Temporadas | Partidos | Goles |
| ----------------- | ---------- | -------- | ----- |
| Universitario     | 1959-1973  | 352      | 124   |
| Selección peruana | 1960-1966  | 20       | 2     |
| Total             | 1959-1973  | 372      | 126   |

## Palmarés

### Títulos nacionales
| Título                    | Equipo                    | País | Año  |
| ------------------------- | ------------------------- | ---- | ---- |
| Primera división del Perú | Universitario de Deportes | Perú | 1959 |
| Primera división del Perú | Universitario de Deportes | Perú | 1960 |
| Primera división del Perú | Universitario de Deportes | Perú | 1964 |
| Primera división del Perú | Universitario de Deportes | Perú | 1966 |
| Primera división del Perú | Universitario de Deportes | Perú | 1967 |
| Primera división del Perú | Universitario de Deportes | Perú | 1969 |
| Primera división del Perú | Universitario de Deportes | Perú | 1971 |

### Participaciones internacionales
| Club                             | Competencia            | Resultado        |
| -------------------------------- | ---------------------- | ---------------- |
| Universitario de Deportes · Perú | Copa Libertadores 1966 | Fase de grupos   |
| Universitario de Deportes · Perú | Copa Libertadores 1967 | Semifinal        |
| Universitario de Deportes · Perú | Copa Libertadores 1968 | Cuartos de final |
| Universitario de Deportes · Perú | Copa Libertadores 1970 | Cuartos de final |
| Universitario de Deportes · Perú | Copa Libertadores 1971 | Semifinal        |
| Universitario de Deportes · Perú | Copa Libertadores 1972 | Subcampeón       |

### Distinciones individuales
| Distinción                                | Año  |
| ----------------------------------------- | ---- |
| Goleador de la primera división del Perú. | 1964 |

## Curiosidades
- Muchos recuerdan que el técnico Roberto Scarone lo tenía de amuleto, haciéndolo ingresar en el segundo tiempo de cada partido para que Uribe anotara un gol.[2]
- El 2 de febrero de 1970, el presidente de Universitario de Deportes, Rafael Quirós, le entregó el carnet de socio n.º 002, dado que el n.º 001 le corresponde a Lolo Fernández.[6][1]